# Rasmus Kristensen
Rasmus Nissen Kristensen (Brande, 11 luglio 1997) è un calciatore danese, difensore dell'Eintracht Francoforte e della nazionale danese.

## Biografia
È cugino di Leon Jessen e nipote di Sigurd Kristensen, entrambi ex calciatori.

## Carriera

### Club

#### Inizi, Ajax e Salisburgo
Cresciuto nei settori giovanili di Brande e Midtjylland, nel 2016 ha firmato il primo contratto professionistico, della durata di cinque anni.
Il 23 gennaio 2018 viene acquistato dall'Ajax, con cui si lega fino al 2022.
Il 19 luglio 2019 passa al Salisburgo, con cui firma un quinquennale.

#### Leeds Utd e prestiti a Roma e Eintracht Francoforte
L'8 giugno 2022 firma un quinquennale con il Leeds Utd.
Il 14 luglio 2023, al termine di una stagione in cui non ha brillato con gli inglesi, viene girato in prestito secco alla Roma. Il 20 agosto esordisce da titolare con i giallorossi nella prima di campionato di serie A contro la Salernitana, pareggiata per 2-2. Il 3 dicembre realizza il suo primo gol in Serie A decidendo la sfida in trasferta contro il Sassuolo, finita 1-2 in favore dei giallorossi.
Non riscattato dai giallorossi, con cui ha avuto un rendimento sottotono, viene ceduto nuovamente a titolo temporaneo, questa volta ai tedeschi dell'Eintracht Francoforte.

### Nazionale
Con la nazionale Under-21 danese ha disputato gli Europei di categoria del 2017 e del 2019.
Il 24 agosto 2021 riceve la sua prima convocazione in nazionale maggiore, con cui esordisce il 4 settembre seguente in occasione del successo per 0-1 in casa delle Fær Øer.
Il 7 novembre 2022 è stato inserito nella lista dei convocati per i Mondiali 2022, in cui disputa tutte tre le gare disputate dai danesi che sono stati eliminati al primo turno e rendendo sottotono.
Successivamente è stato convocato anche per Euro 2024, in cui non è sceso in campo in nessuna delle quattro gare disputate dai danesi che sono stati eliminati agli ottavi dai padroni di casa della Germania.
Il 23 marzo 2025, alla ventiseiesima presenza complessiva, realizza la sua prima rete per la Danimarca nella sconfitta per 5-2 contro il Portogallo.

## Statistiche

### Presenze e reti nei club
Statistiche aggiornate al 9 aprile 2025.
| Stagione           | Squadra               | Campionato         | Campionato | Campionato | Coppe nazionali | Coppe nazionali | Coppe nazionali | Coppe europee | Coppe europee | Coppe europee | Altre coppe | Altre coppe | Altre coppe | Totale | Totale |
| Stagione           | Squadra               | Comp               | Pres       | Reti       | Comp            | Pres            | Reti            | Comp          | Pres          | Reti          | Comp        | Pres        | Reti        | Pres   | Reti   |
| ------------------ | --------------------- | ------------------ | ---------- | ---------- | --------------- | --------------- | --------------- | ------------- | ------------- | ------------- | ----------- | ----------- | ----------- | ------ | ------ |
| gen.-giu. 2016     | Midtjylland           | SL                 | 12         | 1          | CD              | -               | -               | UCL+UEL       | -             | -             | -           | -           | -           | 12     | 1      |
| 2016-2017          | Midtjylland           | SL                 | 25+9       | 1+1        | CD              | 4               | 0               | UEL           | 8             | 0             | -           | -           | -           | 46     | 2      |
| 2017-gen. 2018     | Midtjylland           | SL                 | 17         | 3          | CD              | 0               | 0               | UEL           | 7             | 1             | -           | -           | -           | 24     | 4      |
| Totale Midtjylland | Totale Midtjylland    | Totale Midtjylland | 63         | 6          |                 | 4               | 0               |               | 15            | 1             |             | -           | -           | 82     | 7      |
| gen.-giu. 2018     | Ajax                  | ED                 | 8          | 0          | CO              | -               | -               | UCL+UEL       | -             | -             | -           | -           | -           | 8      | 0      |
| 2018-2019          | Ajax                  | ED                 | 12         | 0          | CO              | 5               | 1               | UCL           | 2             | 0             | -           | -           | -           | 19     | 1      |
| Totale Ajax        | Totale Ajax           | Totale Ajax        | 20         | 0          |                 | 5               | 1               |               | 2             | 0             |             | -           | -           | 27     | 1      |
| 2019-2020          | Salisburgo            | BL                 | 12         | 0          | CA              | 2               | 0               | UCL           | 6             | 0             | -           | -           | -           | 20     | 0      |
| 2020-2021          | Salisburgo            | BL                 | 31         | 3          | CA              | 5               | 1               | UCL+UEL       | 6+2           | 0             | -           | -           | -           | 44     | 4      |
| 2021-2022          | Salisburgo            | BL                 | 29         | 7          | CA              | 6               | 3               | UCL           | 10            | 0             | -           | -           | -           | 45     | 10     |
| Totale Salisburgo  | Totale Salisburgo     | Totale Salisburgo  | 72         | 10         |                 | 13              | 4               |               | 24            | 0             |             | -           | -           | 109    | 14     |
| 2022-2023          | Leeds Utd             | PL                 | 26         | 3          | FACup+CdL       | 4+0             | 0               | -             | -             | -             | -           | -           | -           | 30     | 3      |
| 2023-2024          | Roma                  | A                  | 29         | 1          | CI              | 2               | 0               | UEL           | -             | -             | -           | -           | -           | 31     | 1      |
| 2024-2025          | Eintracht Francoforte | BL                 | 25         | 2          | CG              | 2               | 0               | UEL           | 9             | 1             | -           | -           | -           | 36     | 3      |
| Totale carriera    | Totale carriera       | Totale carriera    | 235        | 22         |                 | 30              | 5               |               | 50            | 2             |             | -           | -           | 315    | 29     |

### Cronologia presenze e reti in nazionale
| Cronologia completa delle presenze e delle reti in nazionale ― Danimarca | Cronologia completa delle presenze e delle reti in nazionale ― Danimarca | Cronologia completa delle presenze e delle reti in nazionale ― Danimarca | Cronologia completa delle presenze e delle reti in nazionale ― Danimarca | Cronologia completa delle presenze e delle reti in nazionale ― Danimarca | Cronologia completa delle presenze e delle reti in nazionale ― Danimarca | Cronologia completa delle presenze e delle reti in nazionale ― Danimarca | Cronologia completa delle presenze e delle reti in nazionale ― Danimarca |
| Data                                                                     | Città                                                                    | In casa                                                                  | Risultato                                                                | Ospiti                                                                   | Competizione                                                             | Reti                                                                     | Note                                                                     |
| ------------------------------------------------------------------------ | ------------------------------------------------------------------------ | ------------------------------------------------------------------------ | ------------------------------------------------------------------------ | ------------------------------------------------------------------------ | ------------------------------------------------------------------------ | ------------------------------------------------------------------------ | ------------------------------------------------------------------------ |
| 4-9-2021                                                                 | Tórshavn                                                                 | Fær Øer                                                                  | 0 – 1                                                                    | Danimarca                                                                | Qual. Mondiali 2022                                                      | -                                                                        | 46’                                                                      |
| 15-11-2021                                                               | Glasgow                                                                  | Scozia                                                                   | 2 – 0                                                                    | Danimarca                                                                | Qual. Mondiali 2022                                                      | -                                                                        | 81’                                                                      |
| 26-3-2022                                                                | Amsterdam                                                                | Paesi Bassi                                                              | 4 – 2                                                                    | Danimarca                                                                | Amichevole                                                               | -                                                                        | 46’                                                                      |
| 29-3-2022                                                                | Copenaghen                                                               | Danimarca                                                                | 3 – 0                                                                    | Serbia                                                                   | Amichevole                                                               | -                                                                        |                                                                          |
| 3-6-2022                                                                 | Saint-Denis                                                              | Francia                                                                  | 1 – 2                                                                    | Danimarca                                                                | UEFA Nations League 2022-2023 - 1º turno                                 | -                                                                        | 60’                                                                      |
| 6-6-2022                                                                 | Vienna                                                                   | Austria                                                                  | 1 – 2                                                                    | Danimarca                                                                | UEFA Nations League 2022-2023 - 1º turno                                 | -                                                                        |                                                                          |
| 10-6-2022                                                                | Copenaghen                                                               | Danimarca                                                                | 0 – 1                                                                    | Croazia                                                                  | UEFA Nations League 2022-2023 - 1º turno                                 | -                                                                        | 61’                                                                      |
| 13-6-2022                                                                | Copenaghen                                                               | Danimarca                                                                | 2 – 0                                                                    | Austria                                                                  | UEFA Nations League 2022-2023 - 1º turno                                 | -                                                                        | 49’                                                                      |
| 22-9-2022                                                                | Zagabria                                                                 | Croazia                                                                  | 2 – 1                                                                    | Danimarca                                                                | UEFA Nations League 2022-2023 - 1º turno                                 | -                                                                        | 60’                                                                      |
| 25-9-2022                                                                | Copenaghen                                                               | Danimarca                                                                | 2 – 0                                                                    | Francia                                                                  | UEFA Nations League 2022-2023 - 1º turno                                 | -                                                                        | 90+1’                                                                    |
| 22-11-2022                                                               | Al Rayyan                                                                | Danimarca                                                                | 0 – 0                                                                    | Tunisia                                                                  | Mondiali 2022 - 1º turno                                                 | -                                                                        | 24’                                                                      |
| 26-11-2022                                                               | Doha                                                                     | Francia                                                                  | 2 – 1                                                                    | Danimarca                                                                | Mondiali 2022 - 1º turno                                                 | -                                                                        | 90+2’                                                                    |
| 30-11-2022                                                               | Al Wakrah                                                                | Australia                                                                | 1 – 0                                                                    | Danimarca                                                                | Mondiali 2022 - 1º turno                                                 | -                                                                        | 46’                                                                      |
| 26-3-2023                                                                | Astana                                                                   | Kazakistan                                                               | 3 – 2                                                                    | Danimarca                                                                | Qual. Euro 2024                                                          | -                                                                        | 83’                                                                      |
| 16-6-2023                                                                | Copenaghen                                                               | Danimarca                                                                | 1 – 0                                                                    | Irlanda del Nord                                                         | Qual. Euro 2024                                                          | -                                                                        | 80’                                                                      |
| 10-9-2023                                                                | Helsinki                                                                 | Finlandia                                                                | 0 – 1                                                                    | Danimarca                                                                | Qual. Euro 2024                                                          | -                                                                        | 13’ 80’                                                                  |
| 14-10-2023                                                               | Copenaghen                                                               | Danimarca                                                                | 3 – 1                                                                    | Kazakistan                                                               | Qual. Euro 2024                                                          | -                                                                        | 69’                                                                      |
| 17-10-2023                                                               | Serravalle                                                               | San Marino                                                               | 1 – 2                                                                    | Danimarca                                                                | Qual. Euro 2024                                                          | -                                                                        | 90+2’                                                                    |
| 17-11-2023                                                               | Copenaghen                                                               | Danimarca                                                                | 2 – 1                                                                    | Slovenia                                                                 | Qual. Euro 2024                                                          | -                                                                        | 86’                                                                      |
| 20-11-2023                                                               | Belfast                                                                  | Irlanda del Nord                                                         | 2 – 0                                                                    | Danimarca                                                                | Qual. Euro 2024                                                          | -                                                                        |                                                                          |
| 5-6-2024                                                                 | Copenaghen                                                               | Danimarca                                                                | 2 – 1                                                                    | Svezia                                                                   | Amichevole                                                               | -                                                                        |                                                                          |
| 8-9-2024                                                                 | Copenaghen                                                               | Danimarca                                                                | 2 – 0                                                                    | Serbia                                                                   | UEFA Nations League 2024-2025 - 1º turno                                 | -                                                                        |                                                                          |
| 12-10-2024                                                               | Murcia                                                                   | Spagna                                                                   | 1 – 0                                                                    | Danimarca                                                                | UEFA Nations League 2024-2025 - 1º turno                                 | -                                                                        |                                                                          |
| 15-10-2024                                                               | San Gallo                                                                | Svizzera                                                                 | 2 – 2                                                                    | Danimarca                                                                | UEFA Nations League 2024-2025 - 1º turno                                 | -                                                                        | 55’                                                                      |
| 20-3-2025                                                                | Copenaghen                                                               | Danimarca                                                                | 1 – 0                                                                    | Portogallo                                                               | UEFA Nations League 2024-2025 - Quarti di finale                         | -                                                                        |                                                                          |
| 23-3-2025                                                                | Lisbona                                                                  | Portogallo                                                               | 5 – 2 dts                                                                | Danimarca                                                                | UEFA Nations League 2024-2025 - Quarti di finale                         | 1                                                                        |                                                                          |
| 7-6-2025                                                                 | Copenaghen                                                               | Danimarca                                                                | 2 – 1                                                                    | Irlanda del Nord                                                         | Amichevole                                                               | -                                                                        |                                                                          |
| 10-6-2025                                                                | Odense                                                                   | Danimarca                                                                | 5 – 0                                                                    | Lituania                                                                 | Amichevole                                                               | 1                                                                        | 60’                                                                      |
| Totale                                                                   |                                                                          | Presenze                                                                 | 28                                                                       |                                                                          | Reti                                                                     | 2                                                                        |                                                                          |

## Palmarès

### Club

#### Competizioni nazionali
- Campionato olandese: 1

Ajax: 2018-2019
- Coppa dei Paesi Bassi: 1

Ajax: 2018-2019
- Campionato austriaco: 3

Salisburgo: 2019-2020, 2020-2021, 2021-2022
- Coppa d'Austria: 2

Salisburgo: 2019-2020, 2020-2021